# Малый ульевой жук
Ма́лый ульево́й жук (Aethina tumida) — вид жуков из семейства блестянки (Nitidulidae), вредитель пчеловодства, ассоциированный с медоносными пчёлами. Африка, Северная Америка, Австралия. Карантинный объект.

## Распространение
Ранее был известен только из тропической Африки. Однако в последнее время завезён в США (где впервые обнаружен в 1996), Канаду (2002), Австралию (с 2002), Европу (2003). В Австралии обнаружен у пчёл в штатах Новый Южный Уэльс и Квинсленд. В Канаде обнаружен у пчёл в провинциях: Манитоба (2002 и 2006), Альберта (2006), Квебек (2008, 2009), Онтарио (2010).
Предположительно, сочетание импорта пчелиных маток из других стран, а также пчелиных ульев вызвало столь широкое распространение.

## Описание
Жуки буровато-чёрного цвета, длина около 5 мм. Имаго живут до 6 месяцев и могут обнаруживаться в любой части пчелиного улья (чаще в нижней). Самки откладывают яйца в щели и трещины улья. Личинки беловатого цвета имеют длину до 1 см, всеядны: питаются пыльцой, воском, расплодом пчёл и медом и через 10—16 дней окукливаются за пределами улья (в почве). Окукливание может длиться от 3 до 4 недель. В год бывает от 4 до 5 поколений.
Мёд от экскрементов личинок начинает бродить, вспенивается, в итоге портится и вытекает из сотов. 
При большой численности жуков пчёлы покидают улей. 
Вид был впервые описан в 1861 году шотландским энтомологом Эндрю Мюрреем (1812—1878), а подробно его биология впервые описана в 1940 году по данным из Южной Африки.

## Галерея

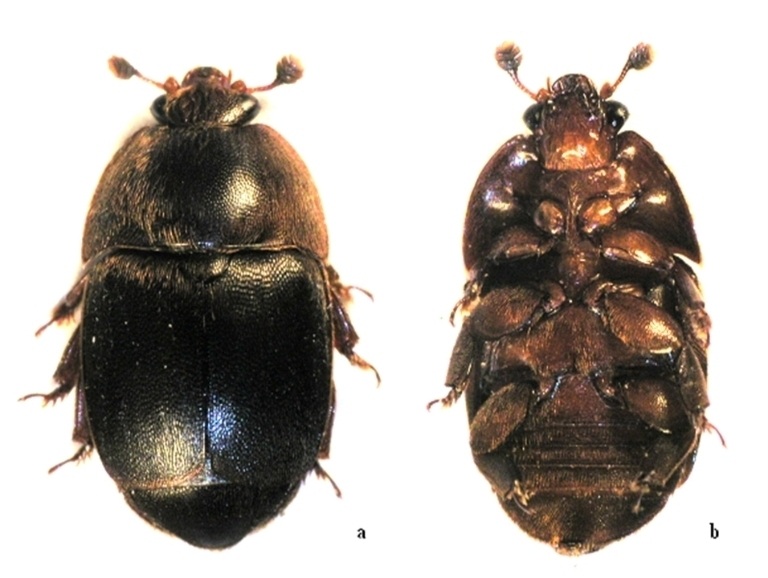
Вид сверху и снизу
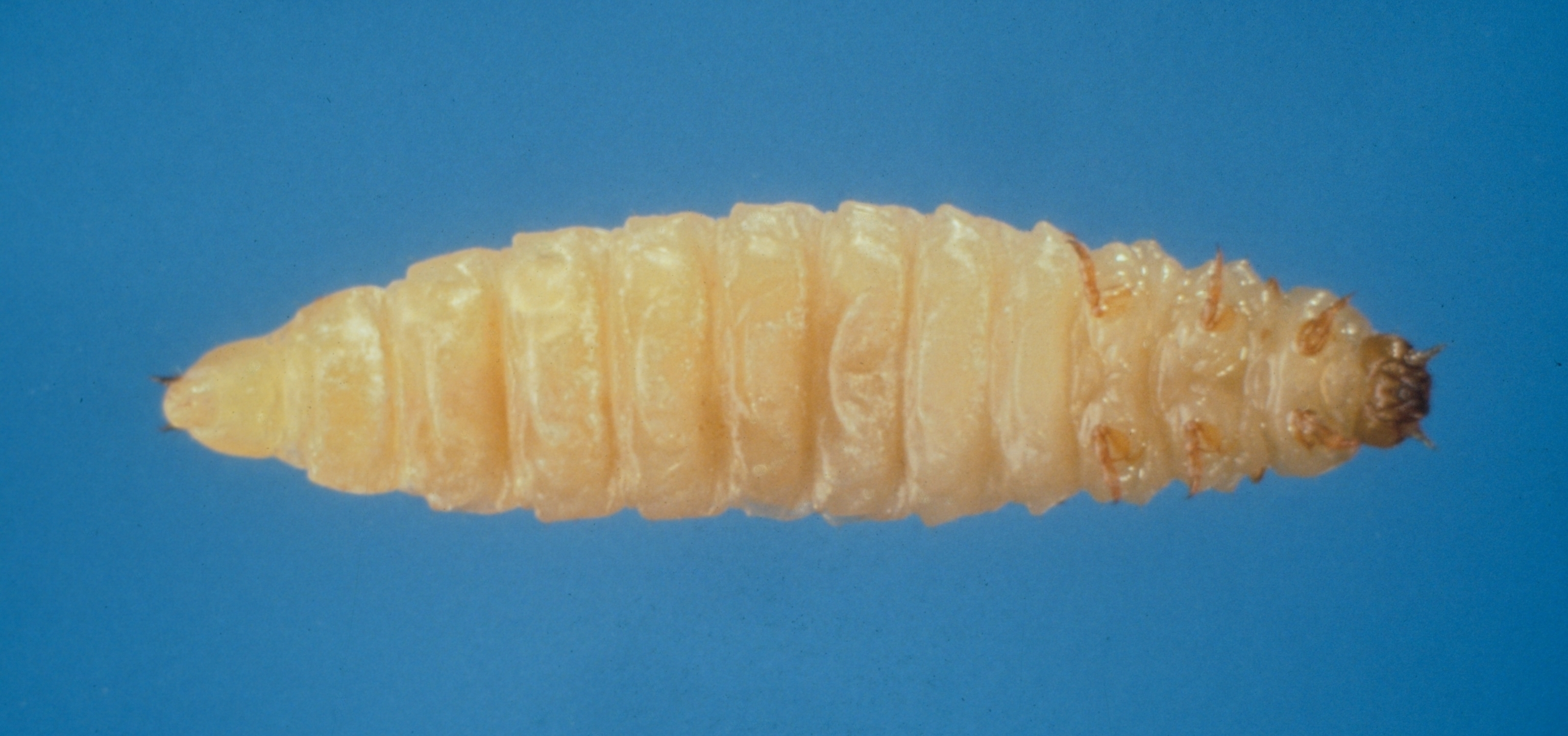
Личинка Aethina tumida
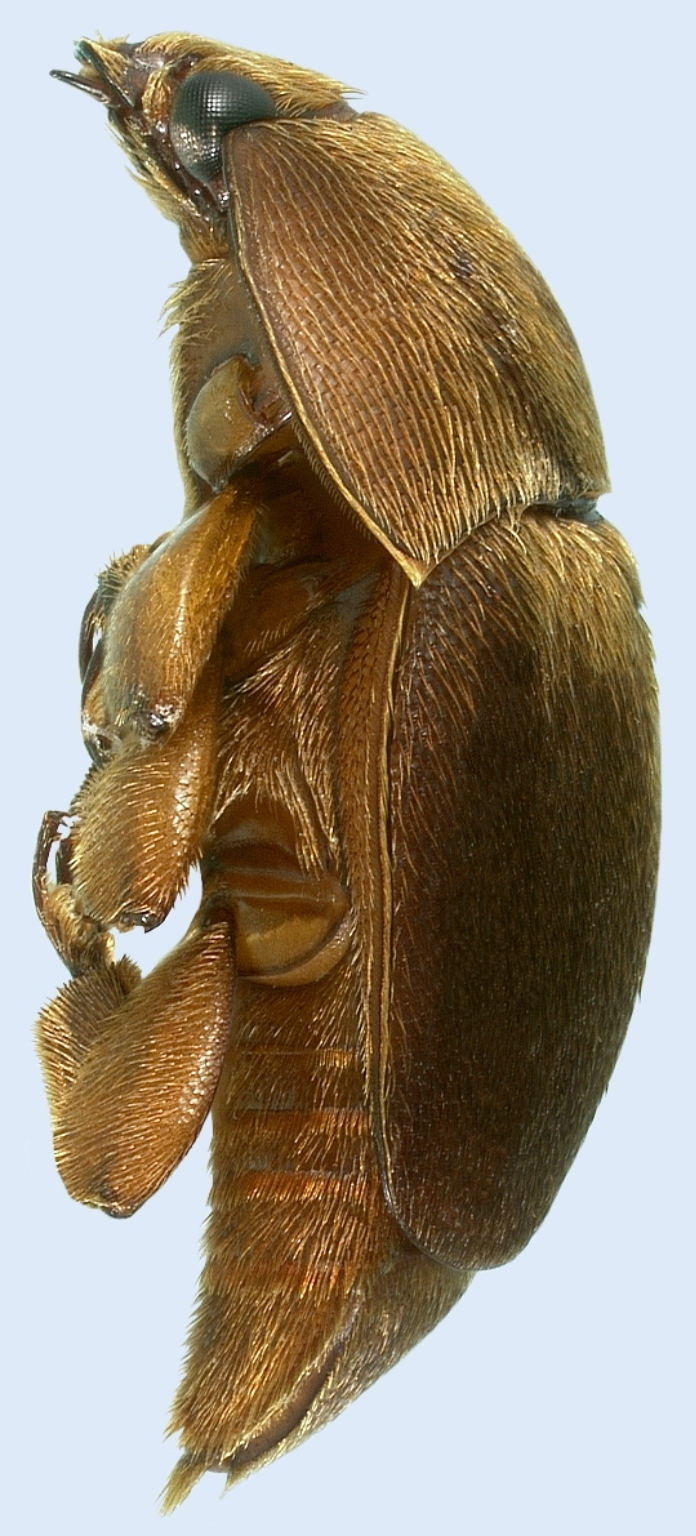
Вид жука сбоку
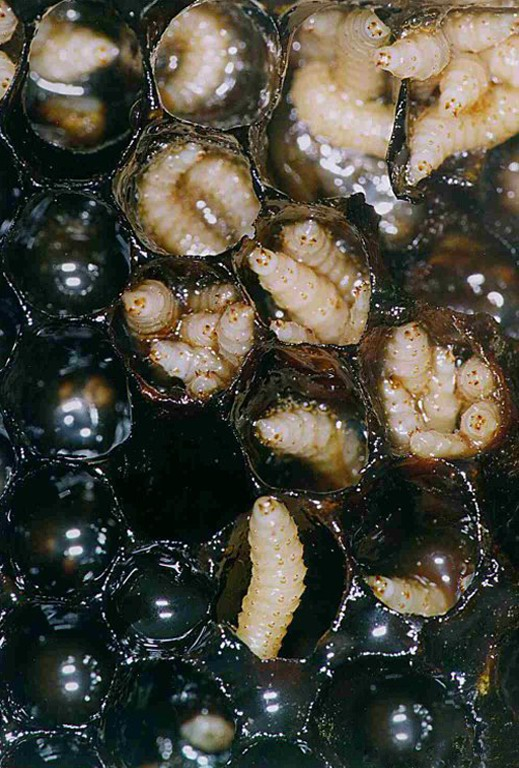
Личинки в сотах
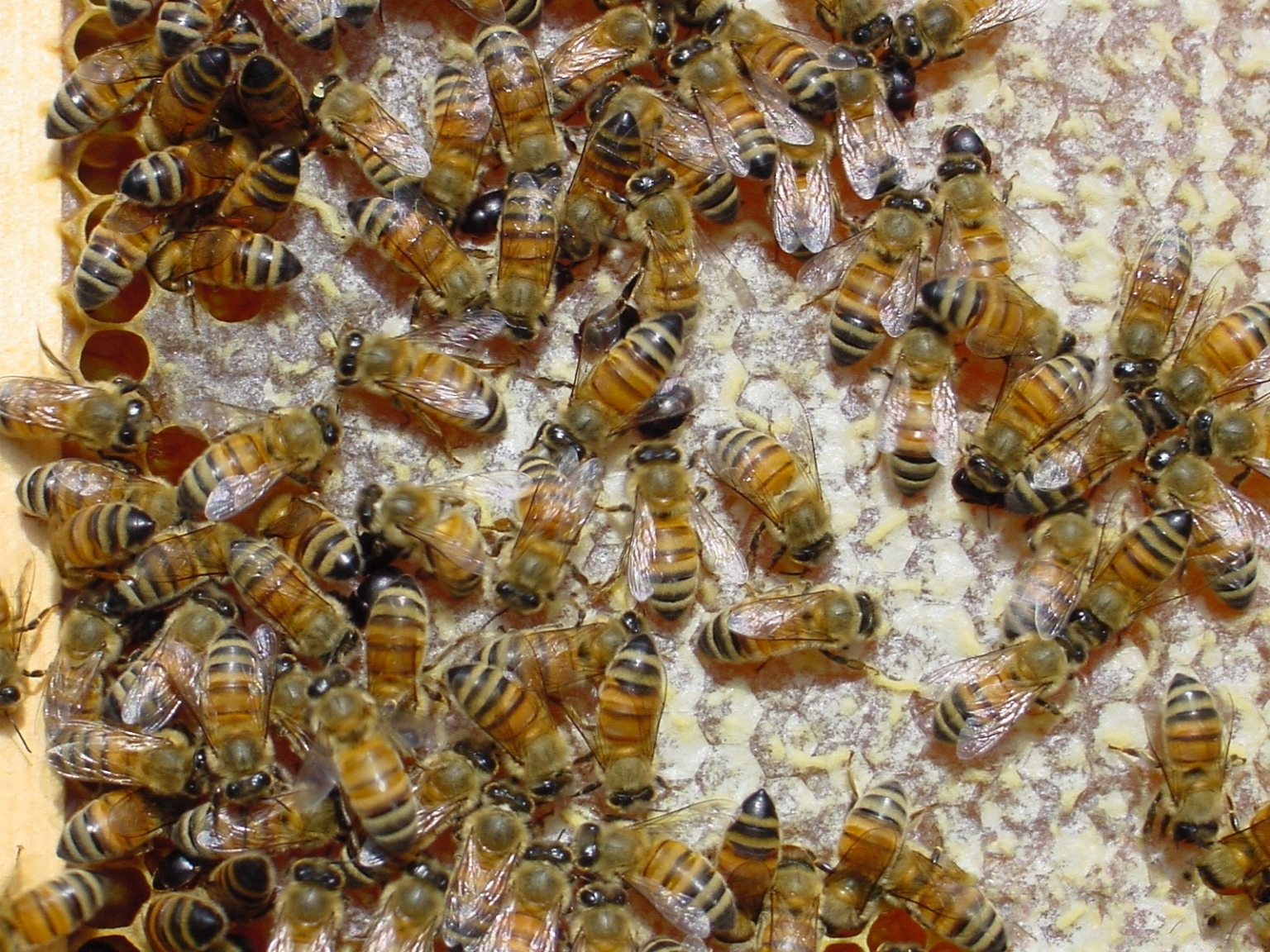
Взрослые жуки между пчелами на сотах
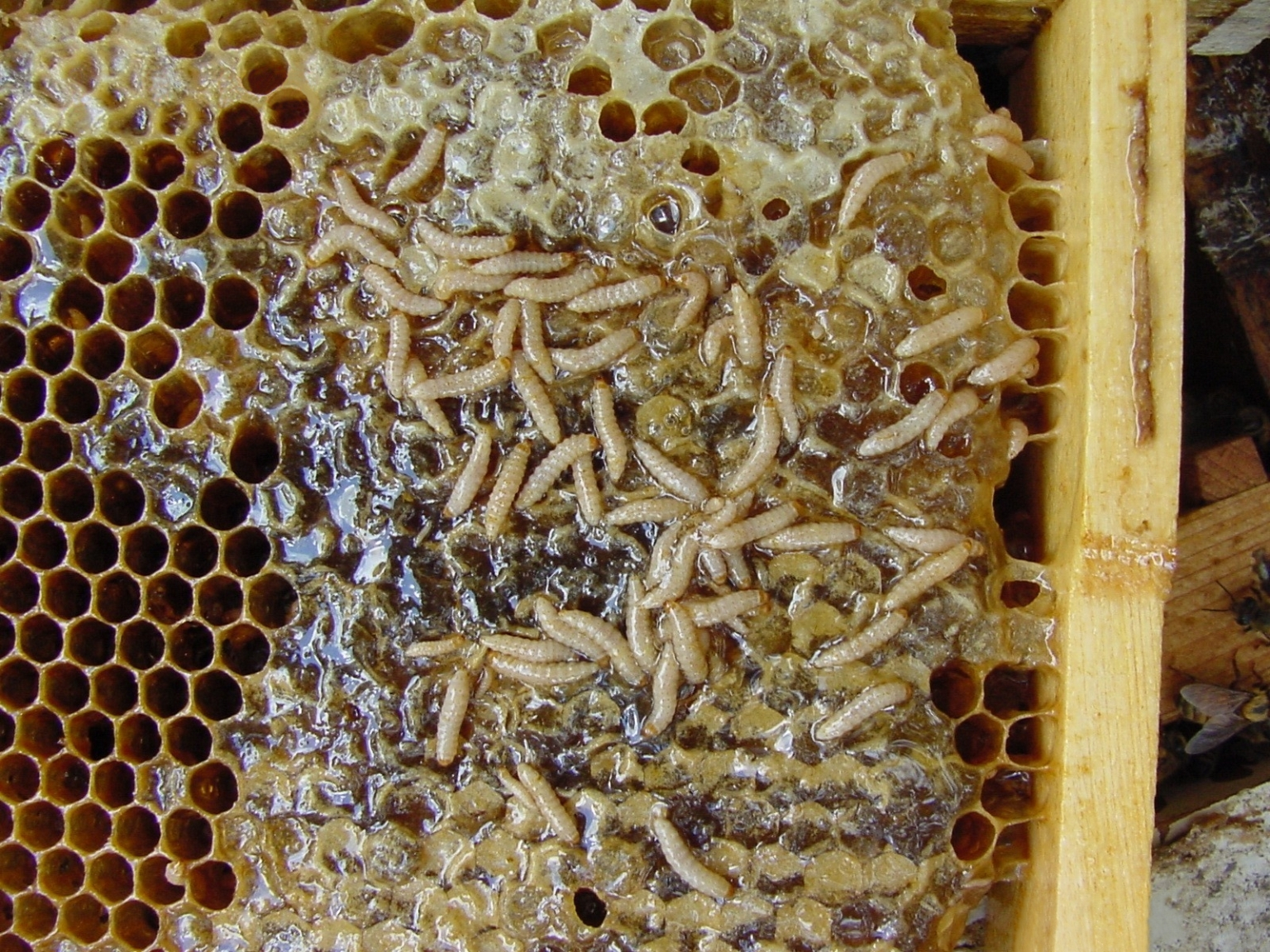
Личинки жука в улье